# Walter Hoevel

Walter Hoevel

Walter Friedrich Hoevel (* 20. August 1894 in Wesel; † 24. Juli 1956 in Köln) war ein deutscher Politiker (NSDAP), Polizeipräsident von Köln und SA-Führer.

## Leben und Wirken
Nach dem Besuch der Volksschule und des Gymnasiums in Wesel nahm Walter Hoevel ab 1914 als Kriegsfreiwilliger beim 1. Westfälischen Feldartillerie-Regiment Nr. 7 am Ersten Weltkrieg teil. Von April 1917 bis zum Kriegsende gehörte er dem Feldartillerie-Regiment Nr. 255 an. 
Im Januar 1919 trat Hoevel dem freiwilligen Landesjäger-Korps Maerker bei. Im August 1919 kam er in das Reichswehr-Infanterie-Regiment 62, das er dann im August 1920 aufgrund der Heeresverringerung verlassen musste. Anschließend war er als Kaufmann im Geschäft seines Vaters tätig. Danach wechselte er als Angestellter zur RWE.
Zum 1. Oktober 1929 trat Hoevel in die NSDAP ein (Mitgliedsnummer 164.473). Zur gleichen Zeit wurde er Mitglied der SA. In dieser wurde er nacheinander zum Sturmführer und Sturmbannführer ernannt, bevor er zu 9. September mit der Führung der SA-Gruppe Niederrhein beauftragt war. Nachdem er zum 1. Oktober 1932 offiziell zum Führer dieser Gruppe ernannt worden war, hatte er diese Funktion bis zum 7. Juli 1933 inne. Anschließend führte er bis zum 31. August die SA-Untergruppe Köln-Aachen und schließlich vom 1. September 1933 bis 31. Dezember 1936 die SA-Brigade 71 (Köln). Seinen höchsten Rang in der SA erreichte er nach weiteren Beförderungen am 30. Januar 1942 mit der Beförderung zum Gruppenführer der SA-Gruppe Niederrhein.
Vom 31. Juli 1935 bis April 1945 amtierte Hoevel (bis zum 16. Juli 1936 kommissarisch, dann regulär) als Polizeipräsident in Köln. Während des Krieges war er zudem örtlicher Luftschutzleiter. Vom 10. Januar 1940 bis 1. Februar 1942 war er zudem mit der vertretungsweisen Führung der SA-Gruppe Niederrhein beauftragt; gleichzeitig war er vom 10. Januar 1940 bis zum Mai 1945 Führer der SA-Brigade 71.
Von November 1933 bis zum Frühjahr 1945 saß Hoevel als Abgeordneter im nationalsozialistischen Reichstag, in dem er den Wahlkreis 20 (Köln-Aachen) vertrat.
Hoevel hatte 1949 Huberta Magdalena Hildegund Breuer in Waldbröl geheiratet. Er verstarb im Alter von 61 Jahren in einem Kölner Krankenhaus.

## Beförderungen
- 1. Mai 1930: SA-Sturmführer
- 1. Dezember 1931: SA-Sturmbannführer
- 9. September 1932: SA-Standartenführer
- 1. Oktober 1932: SA-Oberführer
- 1. September 1933: SA-Brigadeführer
- 30. Januar 1942: SA-Gruppenführer